# كلية الطب (جامعة القصيم)
كلية الطب بجامعة القصيم هي أول كلية طب في المملكة العربية السعودية تتبع نظام التعليم الطبي المستحدث (التعلم بحل المشكلات) (بالإنجليزية: Problem Based Learning)‏ وهو نظام مميز تتبعه الجامعات الرائدة، وتنتهج كلية الطب بجامعة القصيم برنامج تعليمي متطور يؤدى لتخريج أطباء
أكفاء وقادرين على فهم وتلبية احتياجات المجتمع السعودي وتقديم خدمة صحية على مستوى عال من المهنية والمعرفة الطبية مدعومة بالسلوكيات والمهارات الطبية المميزة. كما أن كلية الطب تساهم في تطوير وتنمية مستويات الرعاية الصحية بالمنطقة من خلال توجهاتها المبنيه على البراهين (evidence based medicine) في الخدمات الصحية والجوانب البحثية المرتبطة بالصحة.

## مبررات إنشاء الكلية
- الزيادة المتوقعة في المرافق الصحية بمنطقة القصيم التي تضم تجمعات سكانية موزعة علي عدد كبير من المحافظات والقرى يتوقع اتساعها مستقبلا مما يستدعى تلبية الحاجة للكوادر الطبية المؤهلة.
- تطور ونمو المجتمع السعودي إضافة إلى التقدم في مستوى الرعاية الصحية مما يضيف أعباءً متزايدة على الخدمة الصحية وبما يتطلبه ذلك، وضرورة تلبية احتياجات سوق العمل.

## نظام الدراسة والتقييم
النظام المُتَبع في الدراسة هو نظام التعلم بحل المشكلات الطبية، والذي يبدأ تطبقه من السنة الأولى من المرحلة الثانية، حيث تعرض وتناقش المشكلات المُعدة بواسطة مختصين، في مجموعات طلابية صغيرة من 8-12 طالباُ، وبرفقة مُعلم من أعضاء هيئة التدريس للتوجيه والإرشاد. ويتم التعلم من خلال استعراض الجوانب المختلفة للمشكلات الطبية وإثارة التساؤلات والمشاركات الإيجابية وما يتبعها من بحث وتعلم ذاتي واستعمال مختلف مصادر التعلم، التي تشمل المحاضرات والدروس العمَلية والسريرية والوسائل السمعية والبصرية والتقنيات المعتمدة على الحاسوب والمكتبة وغيرها. ويقيم أداء الطالب باستمرار عن سائر الأنشطة التعليمية (في المجموعات الدراسية وبواسطة مختلف الاختبارات في أثناء وبنهاية المقررات المختلفة) من حيث قدرته على حل المشكلات وإتقان مهارات الاتصال والتفاعل في المجموعات التعليمية، وسلوكياته وحصيلة معلوماته.

## مراحل المنهج الدراسي
يمتد برنامج البكالوريوس 6 سنوات (اثني عشر فصلاً دراسياً) مقسمة إلى 3 مراحل:-
- المرحلة الأولى: المرحلة التحضيرية (السنة الأولى) -منفصلة عن الكلية-
- المرحلة الثانية: مرحلة تكامل الأجهزة (ثلاث سنوات)
- المرحلة الثالثة: مرحلة التدريب السريري (سنتان)
- يتبع إكمال المرحلة الثالثة فترة التدريب أو ما تعرف بـسنة الامتياز (المعاودة)، ويجب على الطالب إنهاء جميع المقررات الدراسية قبل البدء بفترة الامتياز.

## أقسام الكلية
وهي أقسام تخدم دراسة الطالب في مرحلة البكالريوس دون أن يكون متخصص في أي مسار في هذه المرحلة، والأقسام هي:
- قسم التشريح والأنسجة
- قسم علم وظائف الأعضاء
- قسم علم الأمراض
- قسم طب الأمراض الباطنية
- قسم أمراض النساء والولادة
- قسم الجراحة
- قسم طب أمراض الأطفال
- قسم أمراض الأنف والأذن والحنجرة
- قسم طب العيون
- قسم الأدوية والعلاجيات
- قسم جراحة العظام
- قسم الأشعة والتصوير الطبي
- قسم الأمراض الجلدية
- قسم الطب النفسية
- قسم طب الطوارى

هو مشروع صحي تعليمي حكومي، بدأ تنفيذه في عهد الملك عبد الله في يوم 26-10-2011.
يقع المستشفى بمنطقة المجمع الطبي بالجهة الجنوبية الشرقية من المدينة الجامعية بالمليداء.
تعتبر المدينة الطبية بجامعة القصيم أول مدينة طبية أكاديمية متخصصة بمنطقة القصيم تقدم الرعاية الصحية المتقدمة لمواطني المنطقة والمقيمين فيها على حد سواء حيث تتمتع بموقع استراتيجي مميز يخدم جميع محافظات المنطقة وتعد ضمن أكبر التجمعات الطبيبة الناشئة وجاء إنشاء هذه المدينة بناءً على قرار مدير الجامعة وتعيين مدير عام تنفيذي لها وتسعى المدينة إلى استقطاب الكفاءات الطبية والصحية المتخصصة في كافة المجالات في ظل ما توليه حكومتنا الرشيدة من حرص واهتمام دائم على راحة المواطنين والمقيمين وتقديم الرعاية الصحية والخدمة الطبية التخصصية الشاملة لهم أخذاً بمبدأ تحقيق كفاية الخدمات وجودتها لطالبي الخدمة وتلبية للحاجة المتزايدة للخدمات الطبية التخصصية بالمنطقة.
حيث يتطلع المستشفى في تقديم رعاية طبية عالمية وأن يصبح الأفضل عالميا بتلبية أعلى المعايير التي وضعتها هيئة الاعتماد الدولية المشتركة وهي الجهة المسؤولة عن إعداد ومراقبة معايير التميز والحفاظ عليها في مجال صناعة الرعاية الصحية.
المدينة الطبية في جامعة القصيم قد نضمت فريقا لتأسيس مركز صحى خاص في يناير2017 بسعة 751 سريرا وبه فريق عامل من ذوى الدُربة والمهنية العالية.
الأطباء
يضم فريق الأطباء وأطباء الأسنان عددا لا يستهان به من ذوى المؤهلات العليا من استشاريين واختصاصيين ممن اجتازوا مراحل الزمالة والعضوية في مجالس التخصصصات الطبية مع تراكمية سنوات الخبرة.
لتعزيز المعرفة الطبية تستثمر الإدارة في برامج التدريب والورش حتى يظل الأطباء في متابعة  لآخر التحديثات الطبية من فنيات وتقنيات، كل ذلك متبوعا بالمحاضرات والمؤتمرات والوصول الإلكترونى المفتوح لجميع مراجع الطب المشهور على مستوى العال.
فريق التمريض
بعد تقيم وتقويم عميقين تميز فريق التمريض متعدد الثقافات في مقدراته السريرية ورعاية المرضى حيث تمكن من تحقيق ذلك بتنفيذ رعاية طبية مثالية لأعلى معايير التمريض الدولية جاعلا من ترتيب أولويات تامرضى وذويهم مرتكزا لقياس احترافية التمريض في خدمة المستفيدين.
التقنية والمعدات
أصبحت معلومات المرضى والسجلات الطبية  ممكنة الوصول وذلك  بالاستفادة من التقنية الحاسوبية المتطورة فضلا عن أن معدات الأشعة التشخيصية والمعمل من أحدث ما توصلت إليه التكنولوجيا.
التخصصات الطبية
الطب الباطني
القلب
المخ و الأعصاب
جراحة المخ و الاعصاب
النفسية
الكلى
أمراض الجهاز الهضمى
طب الرئة
الجلدية
الأطفال
النساء و الولادة
الغدد
الجراحة المنظارية والجراحة العامة
الجراحة التجميلية
المسالك البولية
جراحة العظام
طب الفم و الأسنان
طب العيون
الأنف و الأذن و الحنجرة
التخدير و إدارة الألم
السمعيات
طب الطوارىء
الأشعة
المعمل
أقسام المعمل والأشعة معدة ومجهزة بأحسن ما يكون ويديرها فريق مؤهل من اختصاصيي الأشعة وعلم الأمراض  في دعم مستمر للأقسام أعلاه.

## وصلات خارجية
- كلية الطب جامعة القصيم
- جامعة القصيم